# Manfred Sexauer
Manfred Sexauer (* 2. August 1930 in Baden-Baden; † 20. Juli 2014 in Saarbrücken) war ein deutscher Hörfunk- und Fernsehmoderator.

## Moderator
Manfred Sexauer ließ sich nach dem Abitur als Schauspieler ausbilden und arbeitete anschließend an den Bühnen in Baden-Baden, Freiburg und des Kammertheaters Karlsruhe. 1964 ging er schließlich als Moderator zum Saarländischen Rundfunk. 
Ab 1965 moderierte er auf Europawelle Saar (heute SR 1 Europawelle) die populäre Sendung Hallo Twen, die von Montag bis Freitag um 18.05 Uhr lief und Beat-, Rock- und Bluestitel aus England und den USA vorstellte, was im deutschen Radio noch ungewöhnlich war. Sexauer entwickelte 1975 Disco Top Ten und 1992 Show-Mix, Sendungen, mit denen er Spenden in Höhe von insgesamt rund 4 Millionen Euro zugunsten der SOS-Kinderdörfer sammelte. Außerdem war er häufig Moderator der ARD-Nachtprogramme ARD-Nachtexpress und ARD-Radiowecker.
Im Fernsehen wurde Sexauer vor allem durch den Musikladen (1972–1984) bekannt. Er moderierte die von Radio Bremen produzierte Musiksendung in ihrer zwölfjährigen Geschichte durchgehend, während seine Co-Moderatoren häufiger wechselten. Zudem führte er von 1984 bis 2003 durch die Preisverleihungen des deutschen Fernsehpreises Goldene Europa.
Ab März 2007 war Sexauer mit seiner Sendereihe Das bleiben Hits live auf Radio Melodie 102.7 FM aus Saargemünd und RMNradio zu hören. Von Oktober bis Dezember 2013 war er auch einer der Moderatoren des Internet-Radios PopStop – Das Musikradio.
Als Schauspieler spielte Sexauer 1971 eine Nebenrolle in der Fernsehserie Fußballtrainer Wulff (Staffel 1, Folge 3).

## Sänger
Gemeinsam mit Thomas Gottschalk und Frank Laufenberg bildete er die Musikgruppe G.L.S.-United. Mit dem Stück Rapper’s Deutsch – einer deutschsprachigen Coverversion von Rapper’s Delight – landeten sie im April 1980 auf Platz 49 der deutschen Hitparade. Im Jahre 2010 veröffentlichte er mit der Gruppe decanto die Single Nights in White Satin.

## Auszeichnungen
Manfred Sexauer war ab 1989 Träger des Saarländischen Verdienstordens. Für seine Bemühungen um die SOS-Kinderdörfer wurde er mit der Goldenen Ehrennadel der SOS-Kinderdörfer sowie im Jahr 2000 mit dem Bundesverdienstkreuz am Bande ausgezeichnet.
Die Medienfrauen verliehen Sexauer 1981 den Trostpreis der Sauren Gurke „für seine unermüdliche Betonung weiblicher Vorzüge“ im Musikladen.

## Privatleben
Manfred Sexauer lebte mit seiner Ehefrau in Saarbrücken und starb in einer dortigen Klinik, knapp zwei Wochen vor seinem 84. Geburtstag. Er wurde auf dem Friedhof des Saarbrücker Stadtteils Güdingen beigesetzt.